# 花漾少女 大正映月
《花漾少女 大正映月》是創作的日本漫畫。於芳文社漫畫雜誌《Manga Time Kirara Carat》2019年9月號至10月號客串連載，後來於2019年11月號至2024年4月號正式連載，單行本全4卷。獲得2022年和2023年下一部人氣漫畫大賞的投票提名。

## 故事
女高中生紡在某一天的地震中失去意識，醒來時卻已經倒在了大正10年（1921年）的銀座。正當紡陷入走投無路的大危機時被公爵家女兒唯月收留當女僕，開始了和唯月一起的女子學校生活。

## 登場人物
藤川紡
從現代穿越到1921年的女高中生。作為女僕寄住於唯月家，並和唯月一起就讀於櫻川女子高中。
末延唯月
公爵家女兒。在警察的手中救下了紡。
萬里小路旭
唯月的同班同學、伯爵家的女兒。
蜂須賀初野
與唯月就讀同一個年級的同學。蜂須賀家的女兒。擁有德川血統。
一條雪佳
唯月的舊友，之後轉校到唯月的學校。對唯月抱有敵意，為了打擊唯月而故意成為紡的妹妹。
賀川七緒
末延家的女僕長。

## 出版書籍
| 冊數 | 芳文社        | 芳文社                 |
| 冊數 | 發售日期      | ISBN                   |
| ---- | ------------- | ---------------------- |
| 1    | 2020年6月26日 | ISBN 978-4-8322-7199-9 |
| 2    | 2021年8月26日 | ISBN 978-4-8322-7301-6 |
| 3    | 2022年8月26日 | ISBN 978-4-8322-7389-4 |
| 4    | 2024年3月27日 | ISBN 978-4-8322-9534-6 |